# Eremedaille voor de Spoorwegen van Kameroen
De Eremedaille voor de Spoorwegen van Kameroen (Frans: "Médaille d'Honneur des Chemins de fer du Cameroun") was een Franse koloniale onderscheiding. De Franse regering stichtte deze medaille voor verdiensten voor de spoorwegen die in de gezamenlijke Frans-Britse kolonie voor het vervoer van personen en vooral van de lokale oogsten zoals tabak zorgden.
De ronde zilveren medaille werd aan een blauw-wit-rood-wit-blauw-wit-rood lint met daarop een gesp in de vorm van een stoomlocomotief gedragen.
Op de voorzijde van de medaille is een naar links gewende kop van "Marianne", het zinnebeeld van de Franse Republiek, met op het hoofd een Frygische muts, afgebeeld. Het rondschrift luidt: "REPUBLIQUE FRANÇAISE - CAMEROUN".
Een vergelijkbare medaille aan hetzelfde lint, maar met andere beeldenaar, werd na 1913 als Eremedaille van de Spoorwegen (Frans: "Médaille d'Honneur des Chemins de Fer") in Frankrijk zelf uitgereikt. Voor de toekenning van de Franse medaille was 25 jaar dienst in Frankrijk of 20 jaar in de koloniën vereist. 